# North Shore
North Shore City is een plaats in de regio Auckland op het Noordereiland van Nieuw-Zeeland. Het is de vierde stad van Nieuw-Zeeland met ca. 225.800 inwoners.

## Geboren
- Winston Reid (1988), Nieuw-Zeelands voetballer